# برگوتسن
برگوتسن (به آلمانی: Ebergötzen) یک شهر در آلمان است که در Radolfshausen واقع شده‌است. برگوتسن ۱٬۸۶۸ نفر جمعیت دارد.